# Karl-Ulrich Köhler
Karl-Ulrich Köhler (* 1. April 1956 in Gissigheim) ist ein Manager in der Stahlindustrie.

## Leben
Köhler studierte Eisenhüttenkunde an der Technischen Universität Clausthal, wo er 1988 promovierte. 1980 begann er bei Thyssen Stahl in Duisburg und wechselte 1988 zur Hoesch AG. Nach der Fusion von Krupp und Hoesch war er Mitglied des Vorstands. 2005 nahm er eine Honorarprofessur an der Bergakademie Freiberg auf.
Bei Thyssen-Krupp war er seit 2001 Vorstandsvorsitzender der Stahlsparte ThyssenKrupp Steel AG; wegen Fehlern bei der Planung des neuen Werks in Brasilien und des Walzwerkes in Nordamerika musste er diesen Posten 2009 verlassen.
Zum 1. Februar 2010 wurde er in das Board des Stahlkonzerns Corus berufen, der 2007 von Tata Steel übernommen wurde. Dort rückte er am 1. Oktober 2010 zum Geschäftsführenden Vorstand auf. Am 24. Februar 2016 verließ Köhler Tata. Am 18. März 2016 gab die Firma Rittal bekannt, dass Köhler der neue Vorstandsvorsitzende wird.
Am 20. November 2020 gab die Montan-Stiftung Saar bekannt, dass Köhler der neue Vorstandsvorsitzende der SHS – Stahl-Holding-Saar GmbH & Co. KGaA wird. Damit übernimmt er auch den Vorstandsvorsitz der Saarstahl AG und der Dillinger Hütte.